# Penzenka
Penzenka (en rus: Пензенка) és un poble de l'óblast de Saràtov, a Rússia, segons el cens del 2010 tenia 143 habitants. Pertany al districte municipal de Mokroús.